# Médias au Maroc

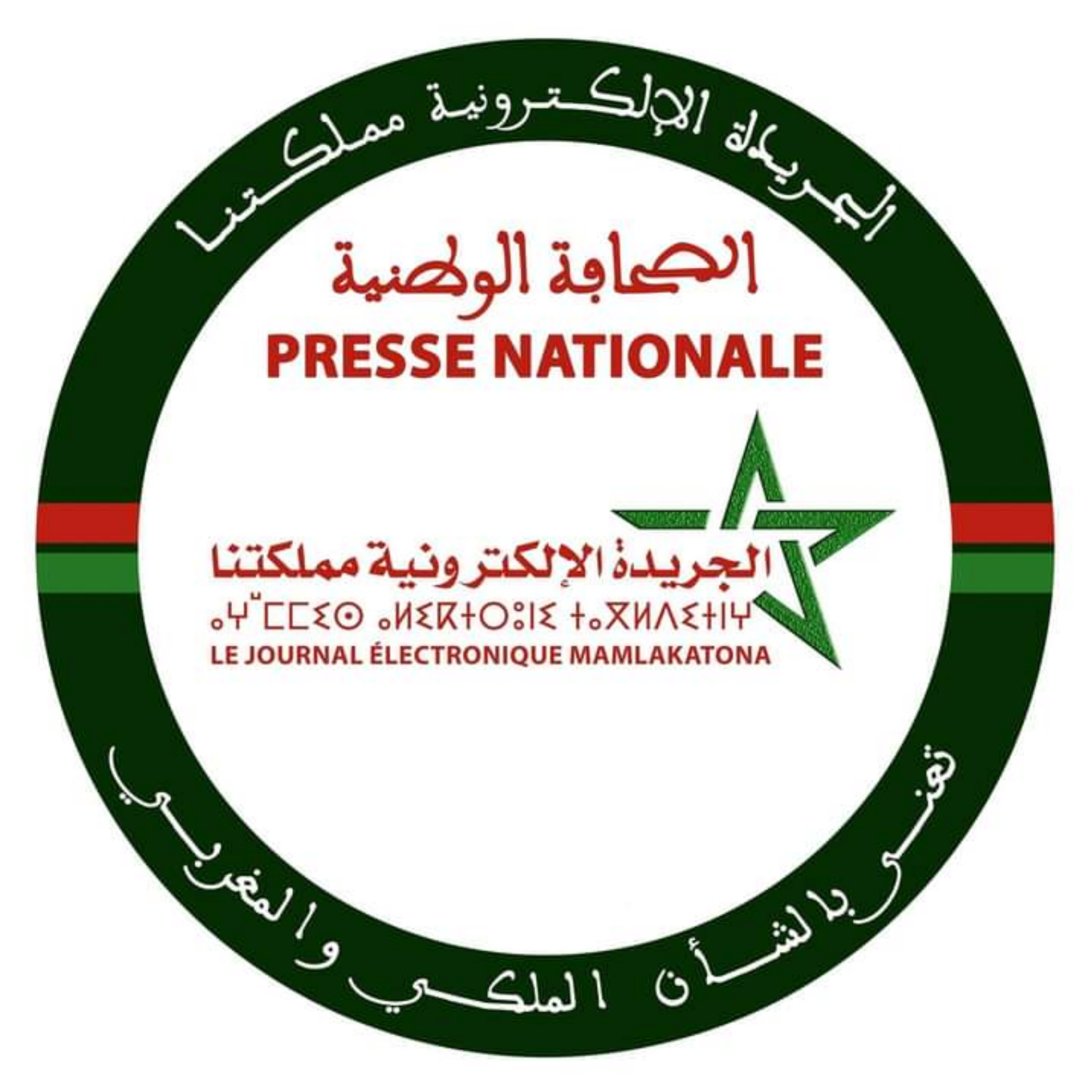
Logo du journal Mamlakatona.

Les Médias au Maroc sont apparus pour la première fois en 1877 avec un journal mais en anglais. Ce n'est qu'après l'indépendance, en 1955, que les médias se sont vraiment développés. On retrouve ainsi au Maroc, des journaux, la télévision et l'accès à Internet de manière assez libre. 
Depuis quelques années on peut observer un début de liberté de la presse même si de très nombreux sujets restent très délicats à aborder tel que la religion, la corruption, la classe politique, ou le régime politique actuel. Néanmoins, le début des années 2020 se caractérise par une la détérioration de la liberté de la presse.
Le premier journal à apparaître au Maroc était un hebdomadaire anglophone appelé Maghreb Al Aksa, en 1877. 
De telles publications n'étaient généralement pas disponibles dans les villes marocaines jusqu'en 1908.

## Histoire

### Protectorat
Pendant le protectorat français, à partir de 1920, commença l'apparition des publications françaises comme L'Écho du Maroc et La Vigie marocaine. Elle fut suivie par le lancement d'un groupe de presse appelé Mas, du nom de son propriétaire Pierre Mas, qui publia Farmhouse ainsi que les quotidiens Le Petit Marocain et L'Écho du Maroc, bien que ces derniers continuèrent à s'adresser principalement aux étrangers [réf. nécessaire].
Ensuite, les nationalistes marocains tels que Mohamed Hassan El Ouazzani commencèrent leurs propres publications. En 1933, ce dernier fonda L'Action du Peuple, un hebdomadaire francophone. Plus tard, Abdelkhalek Torrès et Mohamed Bennouna, à Tétouan, publièrent en arabe, respectivement deux publications : Al Salam et Al-Hayat. Ces journaux donnèrent aux nationalistes une plateforme pour exprimer leurs revendications indépendantistes vis-à-vis de la France et de l'Espagne. De plus en plus de journaux étrangers furent publiés au Maroc.

### Après l'indépendance
Plus tard, après l'indépendance, le 15 novembre 1958, le Maroc édita un Code de la presse.
Le gouvernement marocain dispose de nombreux moyens audiovisuels comme la radio et la télévision marocaine. L'agence de presse marocaine, Maghreb Arabe Presse et le quotidien en langue arabe Al-Anbaa sont des organes officiels du gouvernement. Des organes semi-officiels sont les suivants : le quotidien Assahra Al Maghribia, le quotidien de langue française Le Matin du Sahara et du Maghreb. Les Marocains ont à leur disposition environ 2 000 publications locales ou étrangères.

### Évolutions récentes
Bien que la grande majorité des journalistes marocains pratiquent l'autocensure, les quotidiens d'opposition commencent timidement depuis les années 2000 à évoquer les questions traditionnellement proscrites : relations militaires étroites avec les États-Unis, conflits d’intérêts, activités policières.
Les médias prennent beaucoup de précaution en évoquant la corruption au sein du gouvernement, les droits de l'homme et la politique marocaine concernant le Sahara occidental. Même Radio Méditerranée Internationale (Medi 1), diffuseur franco/marocain pratique l'autocensure.
Selon les informations les plus récentes, le Maroc dispose de 27 stations de radio AM, 25 FM, 6 en ondes courtes et 5 stations de télévision dont 2M.
Le 20 décembre 2006, le premier ministre du Maroc Driss Jettou décide de la suspension du quotidien arabe Nichane en représailles à la publication de blagues jugées provocantes envers la religion. Le site Internet est également fermé.

## Liberté de la presse
Dans le contexte du « printemps arabe », des réformes politiques et institutionnelles ont été entreprises qui comprennent certaines avancées législatives : ainsi, les grandes mobilisations menées par le mouvement du 20 Février (M20F) créent un climat de liberté relative, notamment pour ce qui concerne la presse et l’expression sur internet. Par ailleurs, la publication d’un rapport annuel relatif à la liberté de la presse est une nouveauté gouvernementale dans le sillage de la constitution de juillet 2011.
Néanmoins, l’ouverture de la presse marocaine est plus ou moins remise en cause par des instances internationales telles que Reporters sans frontières (RSF). Ainsi, le 19 novembre 2015, cinq journalistes et collaborateurs de médias, ont comparu devant le tribunal de première instance de Rabat, pour « atteinte à la sécurité et à l’intégrité de l’État » et « financement étrangers illégaux ». Il s’agit de journalistes ou contributeurs réguliers dans des médias marocains comme Lakome2 ou Zamane. Le procès concerne également Hicham Al-Miraat, ancien directeur de l’Association des droits numériques (ADN) et Mohamed Essabeur, président de l’Association marocaine pour l’éducation de la jeunesse (AMEJ), auxquels les autorités marocaines reprochent le non-respect des normes professionnelles de « rigueur » et de « déontologie » du journalisme d’investigation, contribuant à travers leurs publications à « ternir l’image du pays ». RSF demande l’abandon de leur poursuite et considère qu’il est nécessaire que « le Maroc cesse le harcèlement politico-judiciaire à l’encontre des journalistes, visant ainsi à décourager toute voix critique ».
Selon le classement 2015 de Reporters sans frontières sur la liberté de la presse, le Maroc est au 130e rang sur 180 pays évalués. Il tombe à la 144e place en 2023
Cela le place dans la moyenne des pays arabo-musulmans (Algérie 121e, Tunisie 133e, Égypte 159e, EAU 118e).
Le classement s'appuie sur l'étude de 6 critères :
- Pluralisme : Mesure le degré de représentation des opinions dans l’espace médiatique
- Indépendance des médias : Mesure la capacité laissée aux médias de fonctionner en toute indépendance du pouvoir
- Environnement et autocensure : Analyse les conditions d’exercice du journalisme
- Cadre légal : Analyse la qualité du cadre légal et mesure sa performance
- Transparence : Mesure la transparence des institutions et les procédures impactant la production d’information
- Infrastructures : Mesure la qualité des infrastructures soutenant la production d’information[7]

Dans le classement Freedom House (FH), le Maroc est placé dans la catégorie des pays « non libres ».
Pour Mohamed Naimi, « malgré le nombre élevé des titres de journaux et des sites d’information (plus de 100 dans la presse écrite et environ 500 sites d’information), la pluralité l’emporte sur le pluralisme, dans la mesure où tous ces supports de presse adoptent une ligne éditoriale presque unanimiste. ». Le paysage médiatique se caractériserait ainsi par une homogénéisation des lignes éditoriales, l’État contrôlant la presse par l’intermédiaire de la publicité et de la distribution. Selon ce chercheur, ce contrôle s’exerce par « une multitude de moyens allant de l’intimidation et de la censure au boycott publicitaire, aux amendes arbitraires ». Plusieurs journaux ont été fermés comme Demain, Le Journal Hebdo, Assahifa ou Al Jarida Al Oula, certains journalistes ayant dû quitter la presse écrite pour rejoindre la presse électronique.
Il existerait par ailleurs une autocensure des médias qui serait quasi générale « car les journalistes intériorisent les sujets sensibles, ceux qu’ils n’abordent pas pour éviter les foudres du pouvoir. Par ailleurs, l’autocensure ne concerne pas seulement les sujets politiques, mais aussi les sujets sociétaux et culturels comme la sexualité et la religion. ».
En 2022, aux Assises internationales du journalisme, la situation de la liberté de la presse dans les pays arabes et du Maghreb est décrite comme étant « calamiteuse », le Maroc étant pointé du doigt pour être « excessivement répressif ».
En 2023, plusieurs titres de presse constatent la détérioration de la liberté de la presse au Maroc, alors qu’une résolution inédite du Parlement européen exige, en janvier, de mettre fin au « harcèlement de tous les journalistes » dans le pays,.
En septembre 2023, deux journalistes français sont expulsés. Les deux reporters avaient notamment enquêté sur le roi Mohamed VI et rencontré des « personnalités marocaines surveillées ».

### Censure d'Internet
L'accès à Internet est relativement libre, mais certains sites ont été parfois censurés sans la moindre explication.

#### Époque du Protectorat
- Pierre Mas (patron de presse)
- Antoine Mazzella
- Maroc-Presse